# Operation Site Down
Operation Site Down war der Deckname für eine vom FBI und Geheimdiensten aus zehn Ländern koordinierte Operation, die sich gegen die Warez-Szene richtete.
Die Operation setzte sich aus drei voneinander getrennten Undercover-Projekten zusammen, die in Chicago (Operation Jolly Roger), Charlotte und San Jose (die größte, Operation Copycat) initiiert wurden. Höhepunkt der Operation waren mehrere am 29. Juni 2005 durchgeführte Hausdurchsuchungen. Bei den insgesamt 90 Hausdurchsuchungen – davon 70 in den Vereinigten Staaten und weitere 20 in zehn anderen Ländern – wurden mehrere führende Warez-Gruppierungen zerschlagen.
Primäres Ziel der Operation waren ISO-Gruppen, die sich mit dem illegalen Kopieren und Verteilen von urheberrechtlich geschützter Software und Filmen beschäftigten. Verteiler von TV-Serien, 0-Day und Musik-Dateien wurden von der Aktion relativ wenig beeinflusst.

## Zusammenfassung
Die von San Jose (Operation Copycat) ausgehende verdeckte Aktion setzte sich unter anderem wie folgt zusammen:
- Ein verdeckt agierender FBI-Agent, der unter dem Alias „griffen“ bekannt wurde, erstellte zwei Gigabit Topsites (Provider Hurricane Electric): LAD und CHUD
- Chirayu Patel (Alias „nebula“) wurde Site-Administrator bei LAD und CHUD, die beide in Fremont (Kalifornien), Patels Wohnort, gehostet waren.
- Patel, unwissend was er tat, gewann – über Freunde und weitere Quellen – einige führende Gruppen wie Centropy oder TDA (The Divine Alcoholics) als Partner der vom FBI kontrollierten Sites.
- Über den Zeitraum von zwei Jahren, den die Seiten LAD und CHUD online waren, sammelte das FBI die IP-Adressen einiger der an der Spitze agierenden Versorger der Szene.
- Das FBI erhielt die Adresse von Patel, weil er dem Agenten „griffen“ einige Motorsport-DVDs per Post schickte und das Kuvert mit Absender-Adresse versehen hatte.
- Der Kopf der Centropy-Gruppe, der unter dem Alias „marvel“ und „cartel“ bekannt war, wurde in Indiana verhaftet.

In die in Chicago gestartete Aktion waren unter anderem auch ein mit dem FBI kooperierender Zivilist involviert, der Server für die Mitglieder der Gruppe RiSCISO aufsetzte.

## Betroffene Gruppen/Topsites
Gruppen
- RiSCISO (ISOs Applikationen)
- Myth (PC-Spiele Rips)
- TDA (ISOs Applikationen)
- LND (ISOs Industrie-Applikationen, CAD/CAM)
- GFZ (ISOs)
- HOODLUM (ISOs PC-Spiele)
- VENGEANCE (ISOs PC-Spiele)
- Centropy (VCD, SVCD und DVDr Filme)
- WastedTime (VCD Filme)
- Alec's Game Copying Service (ISOs PC- und PS2-Spiele)
- ThP (DIVx, TV-DVDr und DVDr Filme)
- Corrupt (DVDr Filme)
- GAMERZ (ISOs PS2- und XBOX-Spiele)
- ADMITONE (VCD Filme)
- HELLBOUND (DVDr und TV-DVDr Filme)
- KGS (VCD Filme)
- BBX (ANIME DVDr)
- GDR  (German Cine Group)
- KHG (ANIME DVDr)
- NOX (VCD Filme)
- NFR (SVCD Filme)
- CDZ (ISOs PS2- und XBOX-Spiele)
- TUN (VCD Filme)
- BHP (TV-DVDr und DVDr Filme)

Betroffene Top-Referrer/Verteiler (Topsites)
- LAD (US West-Küste, geheimdienstlich kontrolliert)
- CHUD (US West-Küste, geheimdienstlich kontrolliert)
- SC (US West-Küste)
- VS (US West-Küste)
- RSN (Niederlande)
- TNA (Kalifornien)
- BB (Kalifornien)
- TWH (Niederlande)
- LW (Litauen)

Kurz nach Bekanntwerden der Aktion schlossen etliche verbliebene Seiten ihre Pforten und viele noch aktive Mitglieder der Szene zogen sich zurück, um nicht dasselbe Schicksal wie ihre „Verbündeten“ zu erleiden.

## Betroffene Länder
- Kanada
- Israel
- Frankreich
- Belgien
- Dänemark
- Niederlande
- Vereinigtes Königreich
- Deutschland
- Portugal
- Australien
- Vereinigte Staaten

## Anklagen
- Am 14. Juli 2005 wurden infolge der Aktion Copycat vier Männer angeklagt.
- Am 28. Juli 2005 wurden acht Männer, die durch die Aktion in Charlotte ausgeforscht wurden, der kriminellen Urheberrechtsverletzung und Verschwörung angeklagt.
- Am 4. August 2005 wurde ein Mann in Nord-Kalifornien in Bezug auf den „Family Entertainment and Copyright Act of 2005“ angeklagt. Dies war die erste Anklage, bei der dieses Gesetz zur Geltung kam.
- Am 17. November 2005 wurden in Nord-Kalifornien weitere fünf Männer angeklagt.
- Am 1. Februar 2006 wurden in Illinois 19 Männer, die in Zusammenhang mit der Gruppe RiSCISO standen, der Verschwörung zur kriminellen Urheberrechtsverletzung angeklagt.